# Michał Kozal
Michał Kozal (ur. 25 września 1893 w Nowym Folwarku, zm. 26 stycznia 1943 w Dachau (KL)) – polski duchowny rzymskokatolicki, rektor Prymasowskiego Wyższego Seminarium Duchownego w Gnieźnie, biskup pomocniczy włocławski w latach 1939–1943, męczennik oraz błogosławiony Kościoła katolickiego.

## Rodzina
Michał Kozal pochodził z małej wielkopolskiej wsi Nowy Folwark w powiecie krotoszyńskim, z rodziny rolników Jana i Marianny z domu Płaczek. Ojciec był początkowo robotnikiem najemnym, a później oficjalistą dworskim i zarządcą folwarku należącego do Tomasza Bieńka. W 1888 poślubił on wdowę Mariannę, która z pierwszego małżeństwa miała pięcioro dzieci. Michał Kozal miał łącznie sześcioro rodzeństwa. Starszy brat Wojciech brał udział w powstaniu wielkopolskim, a następnie w wojnie polsko-bolszewickiej, w której poległ pod Grodnem w 1920.

## Życiorys

### Młodość
Wieś, z której Michał Kozal pochodził, znajdowała się wówczas, podobnie jak cała Wielkopolska, w zaborze pruskim. Po ukończeniu w 1905 Szkoły Podstawowej w Kobiernie koło Krotoszyna, wstąpił do niemieckojęzycznego krotoszyńskiego gimnazjum (obecnie I LO im. Hugona Kołłątaja). Z zachowanych dokumentów szkolnej Izby Pamięci wynika, że działał tu w tajnym Towarzystwie im. Tomasza Zana, o charakterze patriotyczno-samokształceniowym, w którym pełnił funkcję prezesa. W 1905 jako uczeń trzeciej klasy wziął udział w strajku szkolnym, który wybuchł w Wielkopolsce przeciwko przymusowej germanizacji i nauczaniu w języku niemieckim.
W 1914 zdał egzamin maturalny i ze względu na dobre wyniki w nauce otrzymał ofertę uzyskania stypendium na dalsze studia od pruskiego rządu. Propozycję odrzucił i wstąpił do Arcybiskupiego Seminarium Duchownego w Poznaniu, gdzie ukończył kurs teoretyczny. Ostatni rok, kurs praktyczny, zaliczył w Seminarium w Gnieźnie. 23 lutego 1918 w katedrze gnieźnieńskiej otrzymał święcenia kapłańskie, z rąk biskupa Wilhelma Kloske.

### Prezbiter

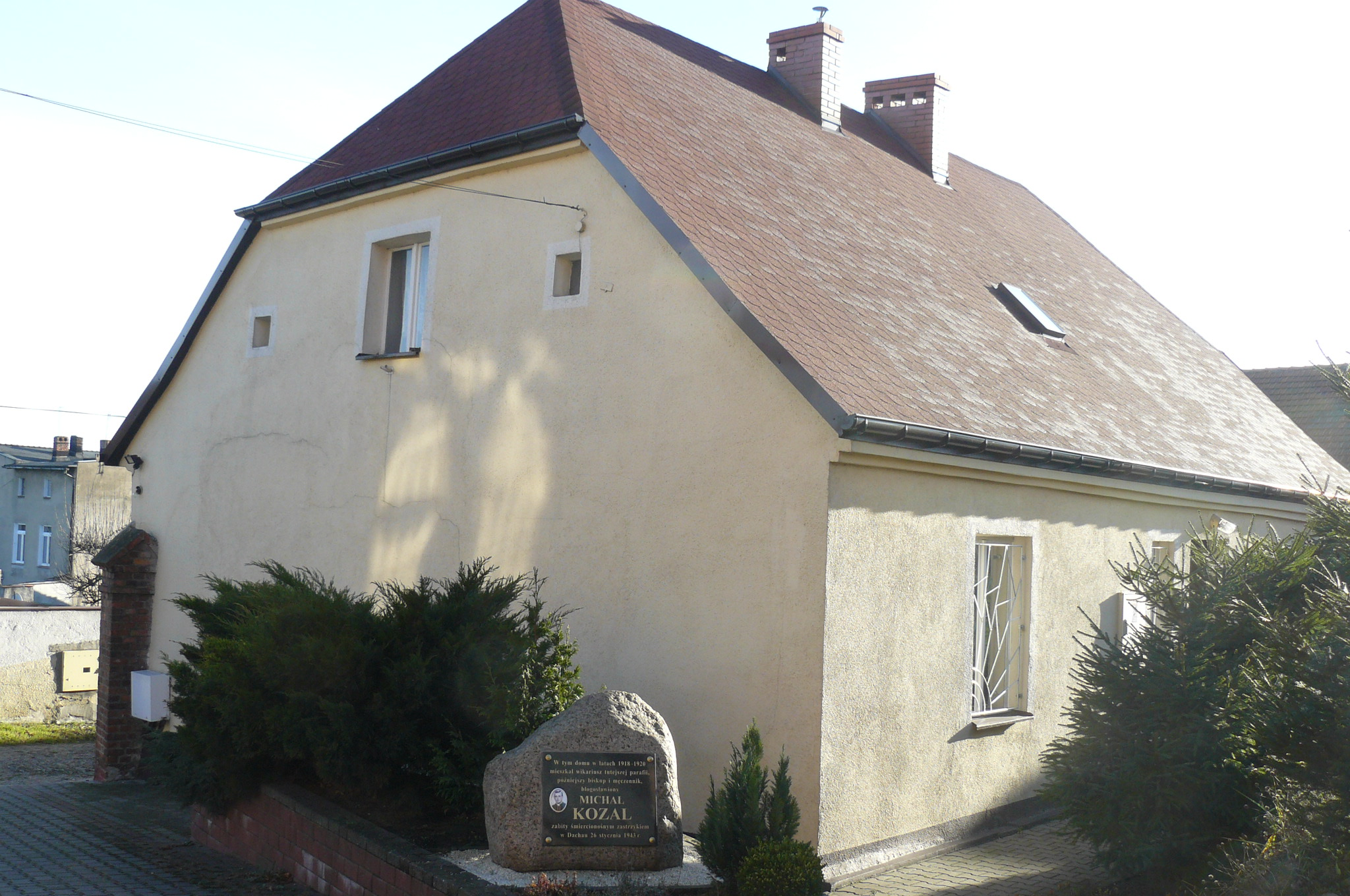
Dom w Pobiedziskach, w którym Michał Kozal mieszkał w latach 1918–1920 jako wikariusz tamtejszej parafii

Początkowo pełnił przez dwa lata obowiązki wikariusza parafii w Kościelcu koło Inowrocławia, a następnie przeniesiono go do parafii w Pobiedziskach. 1 czerwca 1920 został administratorem parafii św. Mikołaja w Krostkowie, gdzie zaangażował się społecznie na rzecz ludności w czasach odzyskania przez Polskę niepodległości, Angażował się w działalność społeczną i reaktywował organizacje młodzieżowe. Działał w Towarzystwie Robotników i związanym z Akcją Katolicką Stowarzyszeniu Młodzieży Męskiej, a także współpracował z kołami Polskiego Czerwonego Krzyża.
W 1923, dzięki jego inicjatywie, prymas Polski kardynał Edmund Dalbor utworzył parafię rzymskokatolicką w Białośliwiu. W kwietniu tego roku został mianowany przez prymasa prefektem w bydgoskim Miejskim Katolickim Żeńskim Gimnazjum Humanistycznym. Pracował tam jako katecheta i pedagog. W latach 1923–1927 sprawował także posługę prefekta Kaplicy przy Schronisku dla niewidomych przy ulicy Kołłątaja 9. Regularnie sprawował tam ofiarę Mszy św. dla podopiecznych Schroniska, a także msze okolicznościowe: dla ociemniałych dzieci pierwszokomunijnych z Zakładu dla Niewidomych przy ulicy Krasińskiego czy mszę inaugurującą Krajowy Zjazd Stowarzyszeń Nauczycieli Szkół dla Głuchoniemych i Niewidomych (29 czerwca 1927 roku). W bydgoskim Zakładzie był katechetą i tyflopedagogiem. Organizował także obchody gwiazdkowe dla bydgoskiego środowiska niewidomych - z pobliskim Zakładem szkolnym, Towarzystwem Opieki nad Niewidomymi, Związkiem Ociemniałych Wojaków oraz Związkiem Cywilnych Niewidomych - zapoczątkowując diecezjalne duszpasterstwo osób z dysfunkcją wzroku.

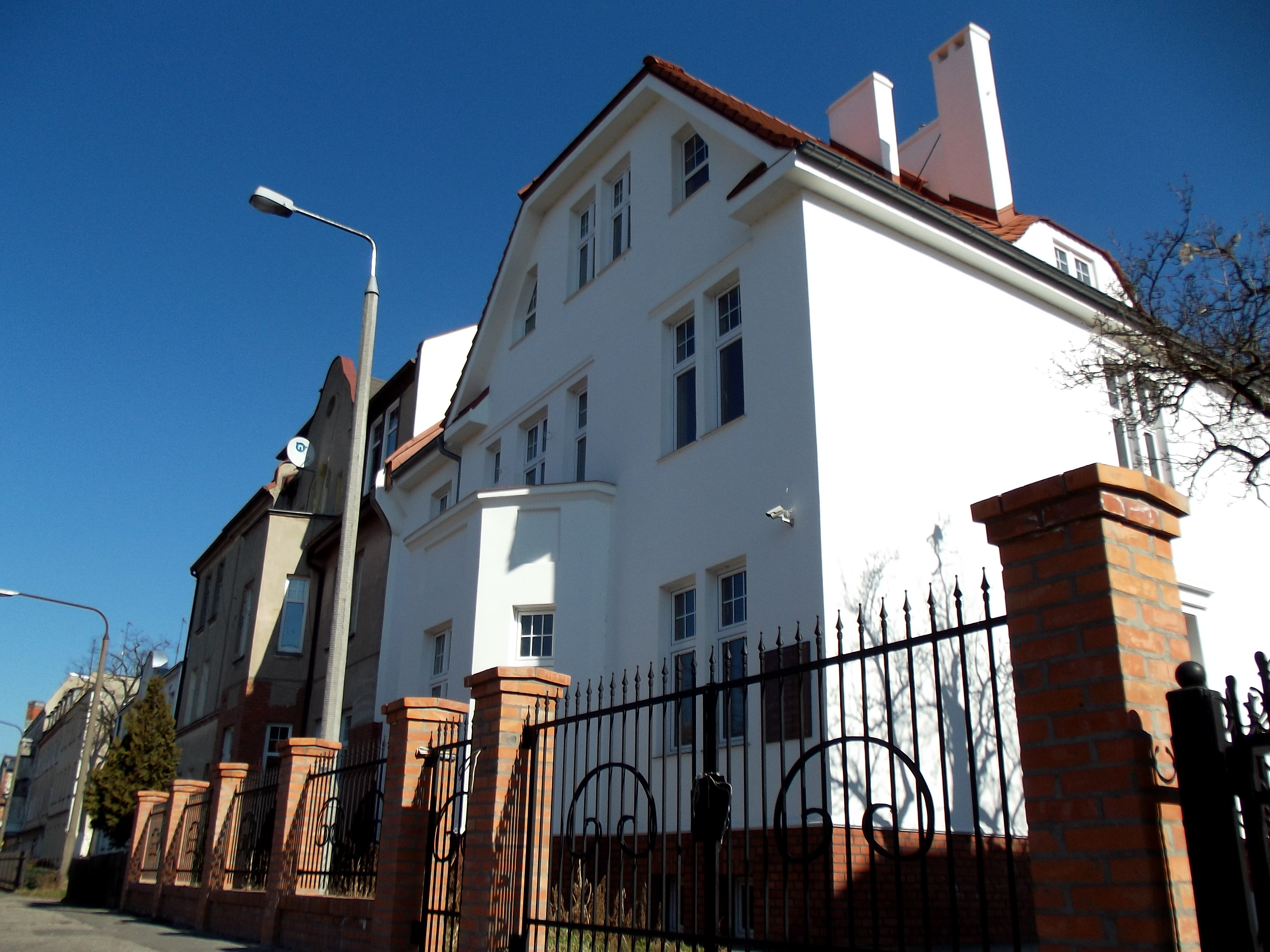
Kamienica w Bydgoszczy (ul. Krakowska 11), w której w latach 1923–1927 mieszkał Michał Kozal, gdy był katechetą w Miejskim Gimnazjum Żeńskim w Bydgoszczy

Jego zaangażowanie w posługę duszpasterską dostrzegł kolejny prymas Polski kardynał August Hlond, powierzając mu 1 listopada 1927 obowiązki ojca duchowego w Prymasowskim Seminarium Duchownym w Gnieźnie, którego w 1918 był absolwentem. Odpowiedzialność za powierzone mu zadania w seminarium, gdzie był wykładowcą teologii fundamentalnej i liturgiki oraz wychowawcą kleryków zaowocowały powierzeniem mu 25 września 1929 funkcji rektora uczelni. Trzy lata później, w 1932 prymas August Hlond wyjednał mu w Stolicy Apostolskiej nominację na szambelana papieskiego.

### Biskup pomocniczy włocławski
W pierwszych dniach czerwca 1939 w Nuncjaturze Papieskiej w Warszawie, dowiedział się o nominacji przez papieża Piusa XII na biskupa lappeńskiego i biskupa pomocniczego diecezji włocławskiej, którą objął 13 sierpnia w katedrze z rąk biskupa Karola Radońskiego. Po wybuchu II wojny światowej pełnił posługę duchową mieszkańcom Włocławka, opatrywał rannych, przemawiał do opuszczonych i nieszczęśliwych. Po wyjeździe we wrześniu za granicę biskupa diecezjalnego włocławskiego Karola Radońskiego przejął jego obowiązki. Kiedy Niemcy wkroczyli do Włocławka 14 września 1939 roku, został wysiedlony. W domu, w którym mieszkał, utworzono niemiecki sztab Wehrmachtu, a jeden z niemieckich oficerów ostrzegł go, aby dla swojego dobra wyjechał z Włocławka, ponieważ może stracić życie.

### Prześladowanie i śmierć męczeńska
Był trzykrotnie wzywany na gestapo. Pierwsze wezwanie otrzymał jeszcze w październiku 1939 roku, na które stawił się wraz z księdzem Franciszkiem Korszyńskim. Gestapowcy zażądali przedłożenia spisu księży, podania godzin odprawianych nabożeństw oraz nakazali głoszenie kazań po niemiecku. Pierwsze dwa żądania zostały spełnione jednak księża odmówili trzeciemu argumentując to nieznajomością języka niemieckiego przez parafian. Niemcy wobec tego zażądali sporządzania tłumaczeń polskich kazań na niemiecki i przekazywanie ich w formie pisemnej policji.
Później jeszcze dwukrotnie wzywało go gestapo. Ostatni raz 7 listopada 1939 kiedy to Niemcy aresztowali wszystkich włocławskich duchownych i alumnów (łącznie 44 osoby). Aresztowanych księży zaprowadzono do więzienia miejskiego i zamknięto ich w kaplicy więziennej, a biskupa Kozala w izolatce na gołym betonie, gdzie w nocy strażnicy próbowali go złamać psychicznie waleniem w drzwi, pobudkami oraz przeładowywaniem w jego obecności broni sugerując wyprowadzanie na egzekucję.
16 stycznia 1940 Michał Kozal został przewieziony z włocławskiego więzienia do przejściowego obozu, pocysterskiego klasztoru w Lądzie nad Wartą. Podczas transportu odbywającego się w mrozie minus 21 stopni doznał odmrożeń uszu, nosa i nóg. W lądzkim klasztorze więzieni księża mieli relatywnie dobre warunki m.in. mogli korzystać z ogrodu oraz całego budynku klasztornego. Przebywali tam do 3 kwietnia 1941. W międzyczasie Stolica Apostolska poczyniła zabiegi dyplomatyczne, aby Kozal objął urząd biskupa lubelskiego, przyjął obywatelstwo niemieckie lub wyjechał z własnej woli do Generalnego Gubernatorstwa. Propozycje te spotkały się jednak z jego stanowczą odmową.
3 kwietnia 1941 roku biskup Kozal wraz z innymi księżmi został przewieziony do więzienia w Inowrocławiu. Podczas wsiadania i wysiadania z ciężarówek księża byli bici przez strażników kijami. Również w czasie przesłuchań w inowrocławskim więzieniu używano tej formy represji. Już podczas pierwszego przesłuchania gestapo pobiło Kozala, uszkadzając mu ucho wewnętrzne, w wyniku czego wywiązało się zapalenie. Z Inowrocławia księży przewieziono ciężarówkami do więzienia w Poznaniu, a potem pociągiem do Berlina, Halle, Weimaru i Norymbergi.
25 kwietnia 1941 umieszczono go w wydzielonym tylko dla księży i osób duchownych specjalnym bloku 28 znajdującym się w obozie koncentracyjnym w Dachau . Biskup otrzymał nr obozowy (24544) oraz pasiak z czerwonym trójkątem, oznaczającym więźnia politycznego. W obozie w wyniku wycieńczenia i głodu zapadł na tyfus. 17 stycznia jego stan znacznie się pogorszył i skierowano go do obozowego rewiru dla chorych. 26 stycznia 1943 pielęgniarz Josef Spiess podał mu śmiercionośny zastrzyk z fenolu, mówiąc „In Ewigkeit” (pol. „Na wieczność”). Zastrzyk spowodował śmierć biskupa. Cztery dni później 30 stycznia jego ciało zostało spalone w obozowym krematorium.
Dwa dni po śmierci Michała Kozala Polskie Radio Londyn podało ten fakt do wiadomości publicznej. Wywołało to duże zaniepokojenie Niemców, którzy obawiali się, że na terenie obozu w Dachau znajduje się ukryta radiostacja przekazująca aliantom informacje drogą radiową. Rodzinie odmówiono zwrotu rzeczy osobistych, a także wydania prochów, które rozsypano na terenie obozu. Księżom zakazano nawet modłów oraz odprawienia mszy.

## Proces beatyfikacyjny
Po uwolnieniu z Dachau, latem 1945, ks. kanonik Bolesław Kunka z Włocławka opracował memoriał o męczeńskim życiu biskupa Michała Kozala, który został przesłany do Rzymu z wnioskiem o rozpoczęcie procesu beatyfikacyjnego. Następnie bp Antoni Pawłowski skierował 28 stycznia 1957 oficjalną prośbę do Kongregacji ds. Obrzędów o otworzenie postępowania procesowego. 8 października 1960 na mocy specjalnego indultu prymasa Polski Stefana Wyszyńskiego rozpoczęto w kościele seminaryjnym św. Witalisa we Włocławku diecezjalny proces informacyjny dla stwierdzenia świętości życia bp. Michała Kozala. Od tej pory przysługiwał mu tytuł Sługi Bożego. W procesie diecezjalnym przesłuchano 70 świadków, po czym 29 sierpnia 1964 postępowanie procesowe zostało zamknięte na sesji końcowej, po której akta zestawione w 10 tomach przekazano do Rzymu, celem dalszego postępowania.
27 września 1986 Stolica Apostolska wydała dekret o ważności procesu informacyjnego, a następnie w 1987 złożono tzw. Positio wymagane w postępowaniu beatyfikacyjnym. Po odbytej 24 marca 1987 sesji konsultorów teologicznych oraz 28 kwietnia tegoż roku sesji kardynałów i biskupów Kongregacji Spraw Kanonizacyjnych, papież Jan Paweł II, 8 maja 1987 zezwolił na promulgowanie dekretu o jego męczeństwie, co otworzyło drogę do beatyfikacji. Od tej pory przysługiwał mu tytuł Czcigodnego Sługi Bożego. 14 czerwca 1987 został beatyfikowany w Warszawie podczas uroczystej mszy świętej, zamykającej II Krajowy Kongres Eucharystyczny przez papieża Jana Pawła II podczas jego pielgrzymki do Polski. W homilii papież powiedział m.in.:

Wszyscy, którzy patrzymy na Jezusa Chrystusa ukrzyżowanego, wiemy, że nie jest to władza „przemocy”, lecz władza miłości. Tej zbawczej władzy dawali świadectwo w naszej Ojczyźnie rozliczni synowie i córki polskiej ziemi. W różnych epokach. W różnych stuleciach. Niektórych tylko Kościół zapisał w rejestrach swoich świętych i błogosławionych. Niektórzy czekają na sąd Kościoła. Dzisiaj z radością i uniesieniem dopisujemy do nich jeszcze jedno imię i nazwisko: biskup Michał Kozal, powołany w przededniu ostatniej wojny i straszliwej okupacji do posługi biskupiej w Kościele włocławskim. Potem więziony i zesłany do obozu koncentracyjnego w Dachau. Jeden z tysięcy! Tam umęczony — odszedł w opinii świętości. Dziś tu, w Warszawie, wyniesiony do chwały ołtarzy jako męczennik.

## Upamiętnienie
- 8 października 2002 roku Rada Miasta Włocławka promulgowała uznanie przez Stolicę Apostolską Michała Kozala za patrona miasta[22], a 9 czerwca 2013 został ogłoszony patronem miasta i gminy Krotoszyn[3]. Jest patronem Wyższego Seminarium Duchownego w Bydgoszczy[23], Prymasowskiego Wyższego Seminarium Duchownego w Gnieźnie[24] i współpatronem od 2004 diecezji bydgoskiej[25].
- Wspomnienie liturgiczne bł. Michała Kozala w Kościele rzymskokatolickim obchodzone jest 14 czerwca. W polskim Kościele katolickim ma rangę wspomnienia obowiązkowego[26].
- 6 lipca 2017 roku bp Michał Kozal został wspomniany podczas swojego pobytu w Polsce i przemówienia prezydenta Stanów Zjednoczonych – Donalda Trumpa – jakie wygłosił on przy Pomniku Powstania Warszawskiego na Placu Krasińskich, kiedy zacytował jego sentencję: „Od przegranej orężnej bardziej przeraża upadek ducha u ludzi”[27].